# زریز (دیو)
زَریز برپایهٔ مزدیسنا نام یکی از دیوها از دیوهای کماله آفریده اهریمن می‌باشند. نام او همراه با تریز دو در ادبیات زرتشتی پیوسته با هم می‌آید. تریز دشمن خرداد و زریز دشمن امرداد می‌باشند.

## واژه‌شناسی
تریز در پهلوی tariz و در اوستا -taurvay به معنای تارومارکننده است. زریز نیز در پهلوی zariz و در اوستایی -zairik و معنای زردرنگ می‌دهد.

## منبع
- مهرداد بهار، پژوهشی در اساطیر ایران، چاپ پنجم، پاییز ۱۳۸۴، نشر آگه. شابک ‎۹۶۴−۳۲۹−۰۰۹−۳